# Prague Pride 2011

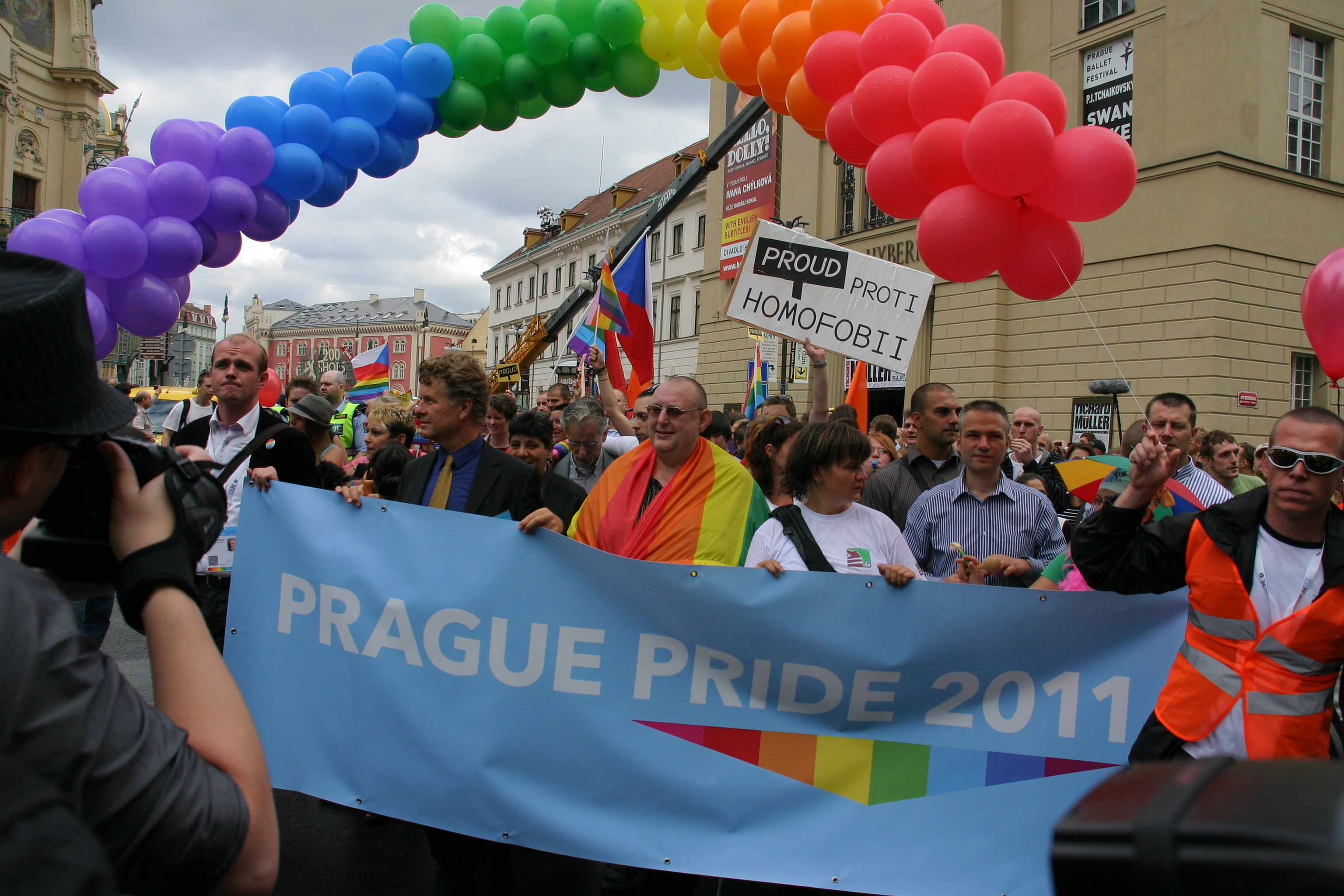
Prague Pride 2011: zleva Czeslaw Walek, Boris Dittrich, Jiří Hromada, Janis Sidovský ad. v čele průvodu

Prague Pride 2011 byl první ročník pražského festivalu tolerance Prague Pride. Konal se od 10. do 14. srpna 2011. Šlo o první takový festival v hlavním městě Praze. Rozsahem menší akce se předtím konaly dvakrát v Brně a jednou v Táboře. Pražský festival organizovalo sdružení Prague Pride; ředitelem organizačního týmu byl Czeslaw Walek.

## Program a průběh akce

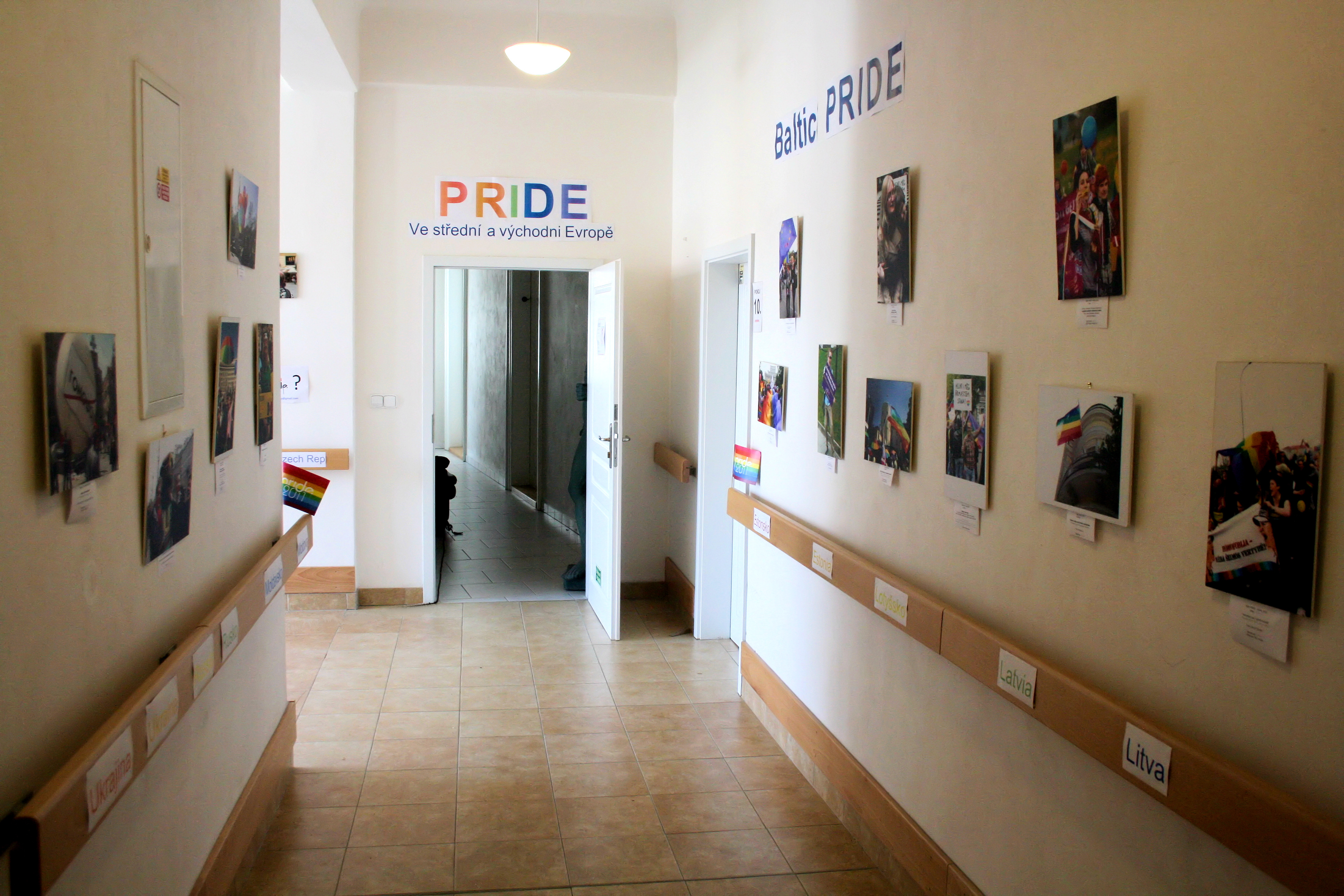
Jedna z doprovodných akcí: výstava fotografií v Domě světla.

V rámci festivalu pořadatelé připravili 78 akcí na více než 30 místech Prahy i dalších měst: výstavy, divadelní představení, promítání filmů, sportovní akce, cvičení jógy, semináře a workshopy, večírky. Označili jej jako „nepolitický, kulturní festival bez ideologické agendy“. Rozpočet festivalu ve výši asi milionu korun byl z poloviny kryt z darů, z poloviny z grantů tří nadací.
Ve středu 10. srpna vpodvečer se v hotelu Sheraton k zahájení festivalu konala recepce asi pěti desítek pořadatelů a čestných hostů, na níž jménem organizátorů promluvili ředitel festivalu Czeslaw Walek a Boris Dittrich. Zúčastnili se mj. velvyslanci USA Norman L. Eisen, Nizozemského království J. C. Henneman a Estonské republiky Lembit Uibo, zástupci velvyslanectví Velké Británie a Kanady.
Z úvodních bodů programu proběhlo týž den např. taneční cvičení jógy Dance Yoga pro Pride, přednáška s názvem Menšiny v menšinách nebo párty v klubu Friends. Původně plánovanou Naked Party, která se stala jednou z kritizovaných složek programu, pořadatelé s bezpečnostním odůvodněním zrušili. Česká televize uvedla, že podle policie u této akce hrozilo největší riziko konfliktu.
Ve čtvrtek 11. srpna se uskutečnila akce Transgender Me, kde se se svými životními příběhy svěřovali transsexuálové, nebo Talk show seniorů a seniorek s Jiřím Hromadou a jeho hosty, kde se vzpomínalo na život gayů a leseb v 70., 80. a 90. letech minulého století.
V pátek 12. srpna se v Domě světla uskutečnily dvě přednášky: MUDr. Ivo Procházka promluvil o prevenci HIV v gay komunitě a manažerka Národního programu HIV/AIDS České republiky MUDr. Džamila Stehlíková o perspektivách léčby HIV. Následovala diskuse. Sdružení Stud Brno uspořádalo projekci vítězného filmu festivalu Mezipatra 2010 v kině Světozor. Ve stejný den proběhl v jednom z pražských barů večírek nazvaný Dirty Disco, který byl jedním z kritizovaných bodů doprovodného programu.

### Průvod hrdosti

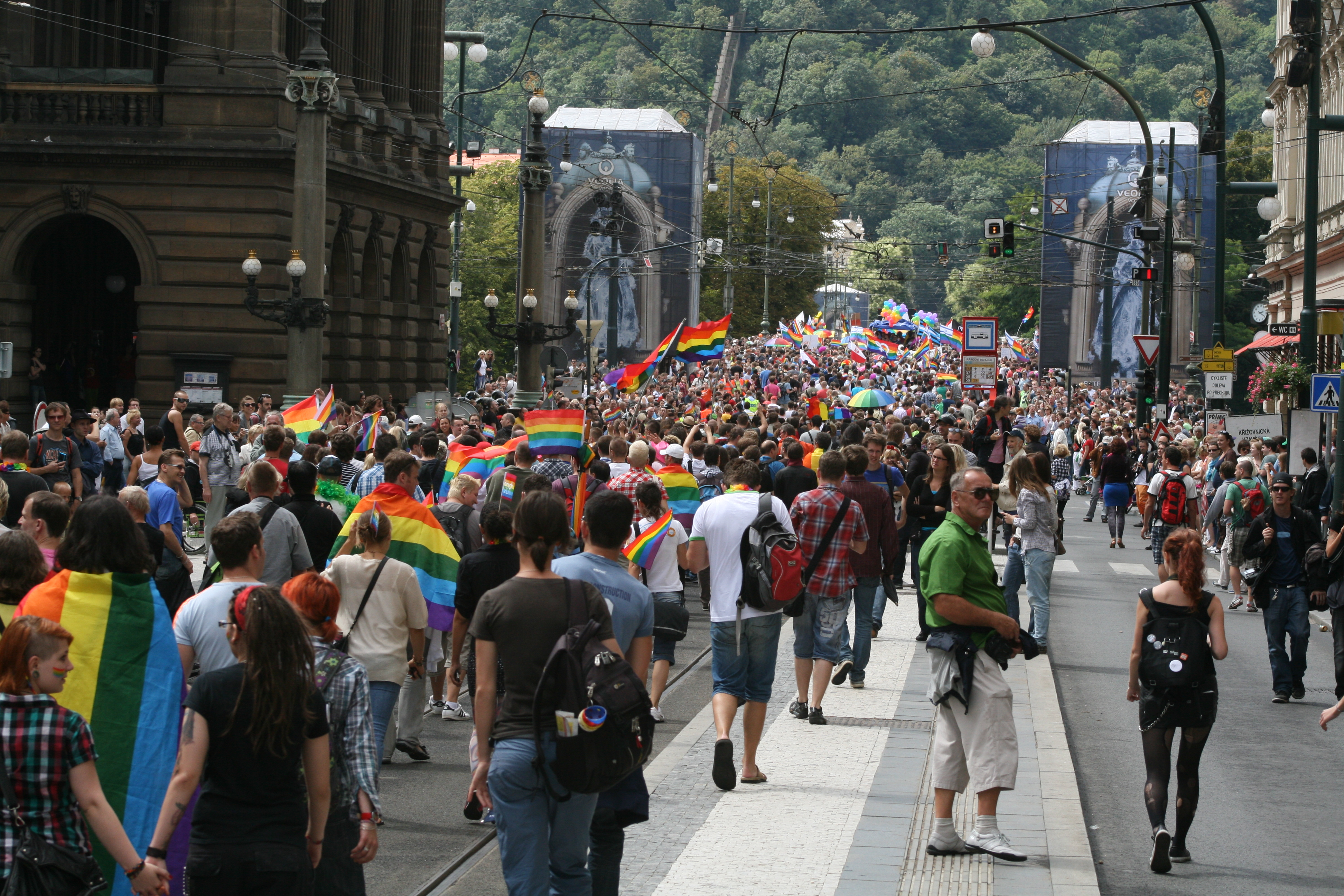
Průvod hrdosti 13. 8. 2011 na Národní třídě a mostu Legií

Celé festivalové dění vyvrcholilo pouličním karnevalovým „průvodem hrdosti“ centrem města v sobotu 13. srpna 2011, o které pořadatelé hovořili jako o „nejteplejším dni v roce“.
Průvod začal v poledne asi hodinovým shromážděním na náměstí Republiky. Trasa vedla pěší zónou Na Příkopě, ulicí 28. října a Národní třídou na most Legií a Střelecký ostrov. Někteří účastníci nesli dlouhou duhovou vlajku, jiní transparenty. Média citovala např. nápisy „Láska je nad zákon – Ježíš Kristus“, „Pravda a láska zvítězí nad kikinou a homofobií“ či „Můj syn není žádný deviant“. K průvodu se na Václavském náměstí přidaly čtyři doprovodné vozy s hudbou a tanečníky. Pořadatelé původně očekávali kolem 1500 účastníků průvodu; později zvýšili odhad na 7000. „Máme hlášena plná letadla lidí, kteří míří do Prahy na průvod,“ citovaly v den průvodu Lidové noviny organizátorku festivalu Kamilu Föhlichovou. Po akci byla odhadovaná účast v průvodu kolem 5000 lidí z řad sexuálních menšin i majoritní společnosti, převážně mladých lidí.
V průvodu šli i někteří politici: Jiří Dienstbier (ČSSD), Jana Černochová (ODS), Viktor Paggio (VV), Jiří Paroubek, Martin Bursík (SZ), Kateřina Jacques (SZ), Džamila Stehlíková (SZ); dále herec a gay aktivista Jiří Hromada, režisér Fero Fenič, módní návrhář Osmany Laffita, producent Janis Sidovský, dokumentaristka Olga Sommerová, literární historik Martin C. Putna, výtvarník Petr Kolínský a ekologická aktivistka Rut Kolínská, ze zahraničních účastníků například Boris Dittrich z Human Rights Watch a britská LGBT aktivistka Claire Dimyon. Podle redaktora MF DNES Ondřeje Šťastného průvod „ve srovnání s mohutnými průvody homosexuálů v zahraničí (...) působil skromně. Extravagantně oblečení a nalíčení homo- a transsexuálové byli v průvodu spíše výjimkami.“ Policie zaznamenala tři porušení zákona ze strany odpůrců pochodu: dva přestupky a jedno podezření z trestného činu – jeden muž hodil do průvodu před mostem Legií dýmovnici.

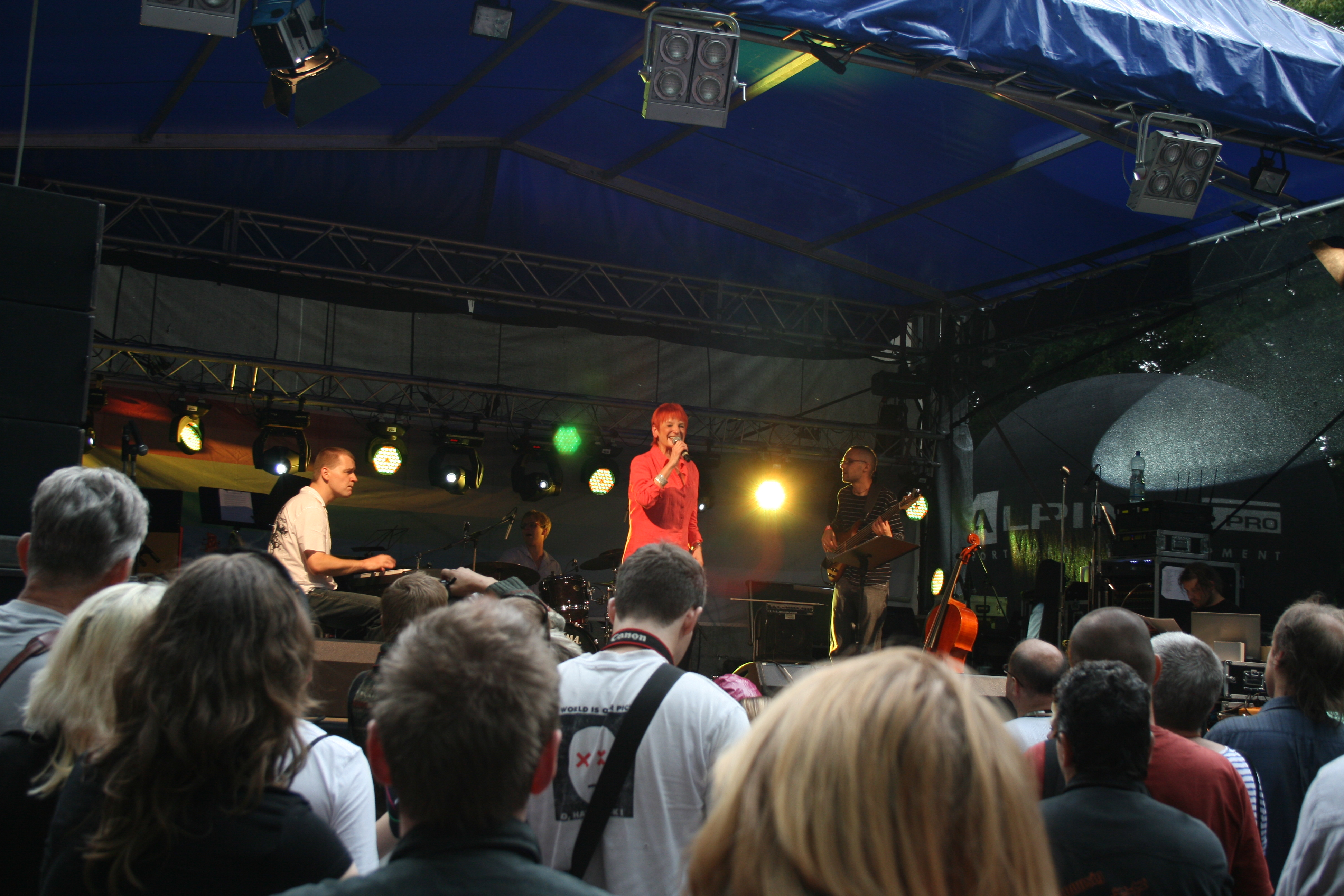
Vystoupení Jany Koubkové při hudebním festivalu na Střeleckém ostrově

Po průvodu následoval hudební festival na Střeleckém ostrově. Vystoupení původně ohlášeného Jimmyho Somervilla bylo ze zdravotních důvodů zrušeno. Na ostrově vystoupila skupina Charlie Straight, zpěvačky Tonya Graves, Leona Machálková, Helena Zeťová a další.
Další doprovodný program pokračoval ještě v neděli 14. srpna. Jednou z ohlášených akcí byla ranní bohoslužba v kostele U Jákobova žebříku farního sboru Českobratrské církve evangelické v Praze–Kobylisích. Bohoslužbu vedl farář Miloš Rejchrt a na kázání se podílel také Tomáš Adámek ze sdružení homosexuálních křesťanů Logos. Na bohoslužbu přišlo několik lidí s menšinovou orientací; převažovali však pravidelní účastníci, kterých podle faráře citovaného Deníkem přišlo méně než obvykle. Během ní zazněla slova o rovnosti lidí před Bohem, o toleranci a o tom, že silní se nemají povyšovat na slabé a slabí nemají ze své slabosti dělat ctnost a ideál.

## Podpora a kritika

### Záštita primátora a starosty
Záštitu nad celou akcí převzal pražský primátor Bohuslav Svoboda (ODS) i starosta městské části Praha 1 Oldřich Lomecký (TOP 09). Za to byl primátor kritizován vicekancléřem prezidenta republiky Petrem Hájkem, který akci označil za „nátlakovou akci homosexuálů“ a homosexuály za „devianty“. Po výzvě ČSSD a VV prezidentu republiky, aby se od takových slov distancoval, se ho Václav Klaus naopak zastal. Prohlásil, že nejde o projev homosexuality, ale „homosexualismu“, kterého se velmi obává. Primátor Svoboda si nicméně za podporou akce stál, neboť se mu „příčí dělení lidí dle jejich barvy kůže, náboženské či sexuální orientace“. Kritizovaným byl i Boris Šťastný, šéf pražské ODS, který přesto nechtěl, aby „Praha byla městem maloměšťáků, šovinistů a xenofobů“, ale „moderním městem jako Berlín nebo Vídeň“.
Ke kritice primátora (a velvyslanectví USA) se přidal i ředitel personálního odboru ministerstva školství a předseda sdružení Akce D. O. S. T. Ladislav Bátora, jehož odvolání z funkce žádají některé lidskoprávní organizace a politici. Názory Ladislava Bátory na průvod kritizoval premiér Petr Nečas, podle něhož je nepřijatelné, aby se úředník choval jako politický aktivista.
Pražský arcibiskup Dominik Duka primátora Svobodu vyzval, aby svoji záštitu nad festivalem ještě jednou zvážil. Podle Duky „se nejedná o otázku práva menšiny na toleranci, ale o propagaci uvolněného životního stylu, který není zodpovědný, důstojný a krásný“. Primátor Svoboda na své záštitě setrval, odkázal na potřebu tolerance a zdůraznil, že homosexualita není nemoc. Politolog Ondřej Slačálek ve svém kritickém článku posléze komentoval Dukovo vystoupení jako projev „takového typu katolicismu, který se rozhodl společnosti předepisovat nejen sexuální, ale i hodnotovou a dokonce estetickou orientaci“.

### Podpora zastupitelských úřadů
Z iniciativy britského velvyslanectví v Praze svou podporu akci vyjádřilo 13 zahraničních ambasád, kromě Velké Británie mj. také Německa, Rakouska, Belgie, Dánska, Estonska nebo Nizozemska, USA a Kanady. To vyvolalo nesouhlas ministra zahraničních věcí Karla Schwarzenberga. Ten označil za „kontraproduktivní a přebytečné vyjadřovat podporu právům, jež v ČR nikdo nepopírá ani neupírá“, zatímco reakci Petra Hájka označil za nešťastné „polemické vyjádření vyššího úředníka“. Ostřejší odsudek iniciativy velvyslanectví vyjádřil prezident Klaus. Podle bývalého ministra zahraničí Jana Kohouta podobné demarše nebývají v zemích Evropské unie běžné, v tzv. třetích zemích ale prý ano a také čeští velvyslanci nejméně ve dvou případech učinili podobné gesto.

### Reakce politiků
Různé reakce představitelů ODS a TOP 09, z velké části kritické, prezentoval na konto primátorovy a starostovy záštity ve své anketě server Parlamentní listy, který při svém dotazování zdůraznil, že součástí festivalu měla být původně Naked Party (později zrušená) nebo Dirty Disco, označené pořadateli jako nejšpinavější disco v Praze, na kterou si mají účastníci nablýskat prdelky. Místopředseda ODS a ministr obrany Alexandr Vondra uvedl, že by záštitu nad akcí nepřevzal. „Ale primátora nechci peskovat. ODS je konzervativně-liberální strana a oba proudy k ní patří,“ dodal. Místopředseda TOP 09 Pavol Lukša připomněl, že „TOP 09 je konzervativní politickou stranou, jejíž ideový program vychází z evropských tradic křesťansko-judaistické kultury.“ Záštitu by podle svého vyjádření nepřevzal ani předseda pražské TOP 09 a poslanec František Laudát. Negativně se v anketě Parlamentních listů k záštitě vyjádřila i řada poslanců a senátorů ODS a TOP 09, zatímco někteří primátora Svobodu podpořili a jiným „je to jedno“. Regionální rada ODS Vysočina ve svém prohlášení vyjádřila nad záštitou primátora politování.
Podporu Prague Pride vyjádřil expremiér Jan Fischer, který také vyslovil znepokojení nad vyjádřeními Ladislava Bátory, Václava Klause a lidí z jeho okolí. Svou podporu deklaroval i předseda VV Radek John či místopředsedkyně sněmovny Kateřina Klasnová. Předseda poslaneckého klubu VV Vít Bárta uvedl: „Jsem liberální politik, a tak jakékoliv omezování svobody i homosexuality mi není po chuti.“ Sociálně demokratický politik, bývalý předseda ČSSD Jiří Paroubek průvod aktivně podpořil svou účastí. Stínová ministryně ČSSD pro lidská práva Michaela Marksová-Tominová prohlásila, že nechápe, čím podle odpůrců pochod ohrožuje tradiční rodinu.

### Postoj LGBT organizací a aktivistů

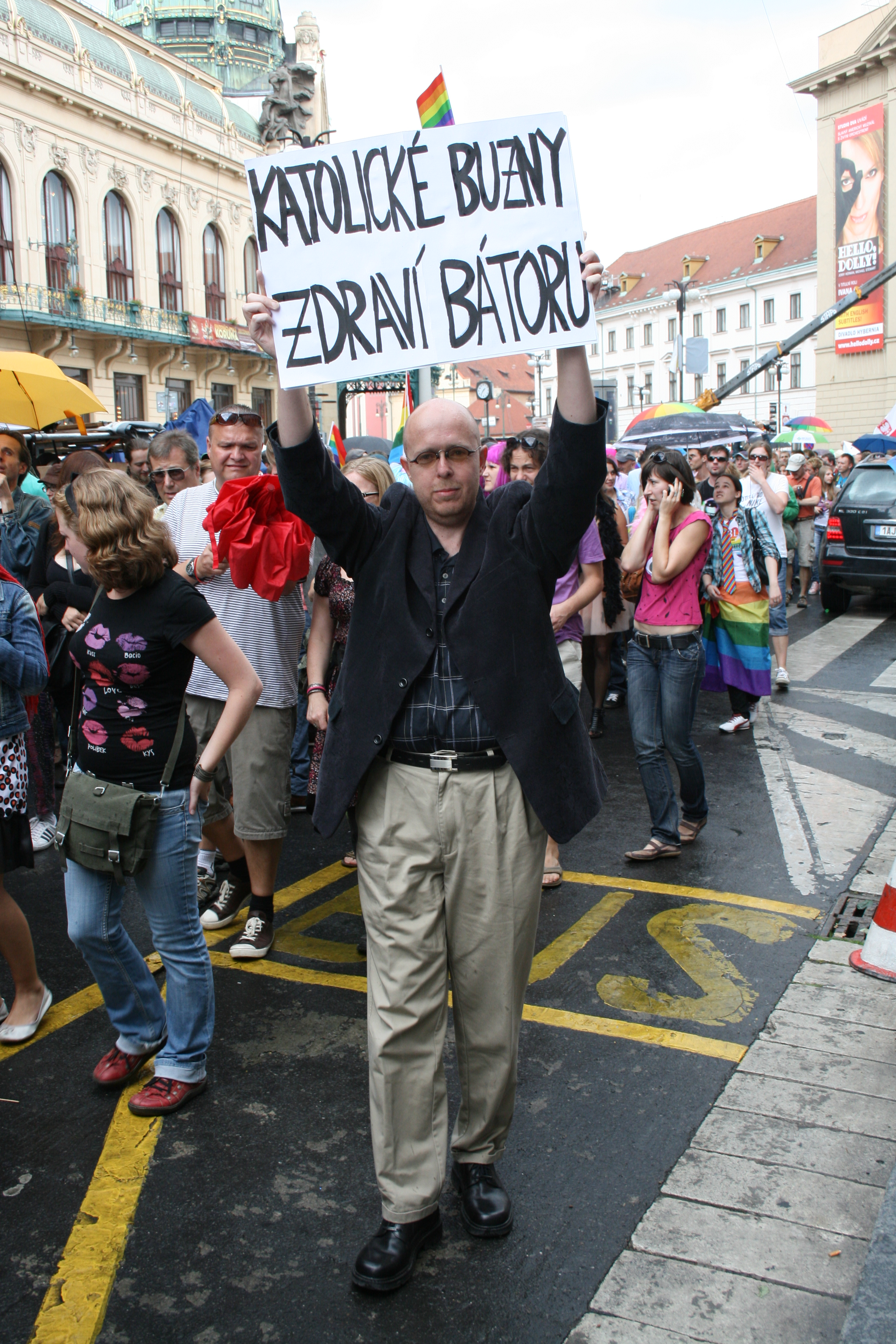
Martin C. Putna na Prague Pride 2011

Platforma pro rovnoprávnost, uznání a diverzitu (PROUD) se především ohrazovala proti otevřenému ponižování homosexuálních a dalších osob Petrem Hájkem a proti tomu, že se prezident republiky od těchto slov nedistancoval. Rovněž ocenila ty, kteří akci veřejně podpořili, a ve svém prohlášení vyjádřila podporu rodinným hodnotám, tedy vzájemné podpoře, úctě, lásce a respektu v partnerském soužití bez ohledu na název vztahu a pohlaví zúčastněných. Vyjádřila podporu festivalu i pořadatelskému sdružení a víru, že festival bude ukázkou respektu k lidem s jinou než heterosexuální orientací a identitou a podporou rozmanitosti a že rodinu ani rodinné hodnoty nemůže ohrozit.
V čele průvodu šli kromě ředitele festivalu ze známých osobností také například Jiří Hromada či Janis Sidovský. Pozornost médií vzbudil mimo jiné transparent „Katolické buzny zdraví Bátoru“, který nesl Martin Putna.
Osobní účastí a putovní výstavou fotografií z průvodů hrdosti ve střední a východní Evropě podpořila Prague Pride britská učitelka a lesbická aktivistka Claire Dimyon, držitelka Řádu britského imperia za svou práci pro LGBT komunitu. Podle jejího zpětného hodnocení se sobotní pochod podobal spíše těm na západ od Česka, zatímco průběh Queer Parade v Brně v roce 2010, uzavřené policejním kordonem, přirovnala spíše k Sofii nebo Bukurešti s vyhrocenější atmosférou. Prezident Klaus podle ní „má právo na své názory, ale neměl by k jejich prosazování zneužívat své postavení.“
Hlubší úvahu o akci uvedl Martin Putna v Lidových novinách citátem amerického literárního kritika Bruce Bawera, který vyjadřuje pocity mnoha homosexuálů: „Jediný den v roce, kdy se stydím za to, že jsem homosexuál, je den gay hrdosti.“ Spolu s ním ovšem konstatuje, že karnevalové elementy tvoří jen malou část průvodů, byť právě ta na sebe strhuje pozornost médií a vytváří tak veřejný obraz o takových akcích, ale mnohem větší část akcí je civilní. Růžoví transvestité a ořetězení kulturisté se takto nepředvádějí proto, že by tak toužili chodit vymódění každý den a celý život, ale proto, že gay průvod je také karnevalem a ke karnevalu již od středověku patří převlékání, provokování a porušování všech hranic. V Praze šlo o to, zda půjde o zábavný, neprotestní a nekonfliktní průvod západního typu jako v New Yorku či Berlíně, anebo o konfrontaci jako v Moskvě, Bělehradu či Bratislavě.

### Bohoslužba v programu
Ekumenické křesťanské společenství Logos Praha se na svém webu k akci přihlásilo 3. srpna zveřejněním oznámení: „V rámci Festivalu tolerance Prague Pride vás všechny srdečně zveme na ekumenickou bohoslužbu, která se koná v neděli 14. srpna od 9:30 v kostele U Jákobova žebříku.“ Na stránkách Prague Pride bylo uvedeno, že v neděli proběhne „ekumenická bohoslužba“. Tuto informaci pak převzala i některá média. Proti tomuto označení se ohradila česká pravoslavná církev a Slezská církev evangelická augsburského vyznání. Miloš Rejchrt, duchovní Českobratrské církve evangelické v kobyliském sboru, který bohoslužbu vedl, poté zveřejnil prohlášení, v němž uvedl, že jde o pravidelnou nedělní bohoslužbu, která nijak nevybočuje z běžných aktivit kobyliského sboru a kterou on sám za ekumenickou nikdy neoznačil. Dodal, že „sdílí nelibost nad konáním „Pride parade“ v ulicích Prahy. Homosexualita – stejně jako heterosexualita – není nic, s čím bychom se měli veřejně chlubit.“ Farář podle vlastních slov před bohoslužbou dostal řadu nesouhlasných e-mailů, některé až inkviziční, jiné „hezké“. Tomáš Adámek z Logosu považuje za přínos festivalu rozvíření debaty o sexuálních menšinách.

### Akce oponentů
V souvislosti s Prague Pride ohlásili Mladí křesťanští demokraté a Hnutí pro život do Prahy na shodné datum druhý ročník Pochodu pro rodinu, s cílem „poukázat na stav v naší společnosti, kdy zájmy tradiční rodiny nejsou dostatečně hájeny“. Akce se koná pod záštitou předsedy KDU-ČSL Pavla Bělobrádka. Ten uvedl, že pochod „není zaměřen proti homosexuálům, ale má upřít pozornost tam, kde je skutečný problém“, jímž je podle něj diskriminace rodin. Pochod pro rodinu podpořila i Akce D. O. S. T. Protestní shromáždění svolala také krajně pravicová Dělnická strana sociální spravedlnosti.